# Joshua Michael Stern

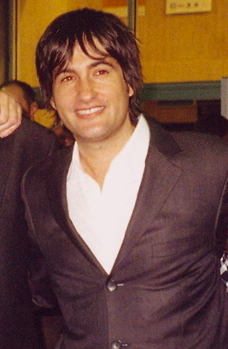
Joshua Michael Stern 2006

Joshua Michael Stern (* 12. Januar 1961) ist ein US-amerikanischer Filmregisseur und Drehbuchautor.

## Leben
Stern trat ab Mitte der 1990er Jahre zunächst als Drehbuchautor in Erscheinung, vornehmlich im Horrorbereich. 2005 drehte er mit Neverwas seinen ersten Spielfilm, für den er auch Drehbuch verfasste. 2008 folgte mit Swing Vote – Die beste Wahl eine Filmkomödie, fünf Jahre darauf inszenierte er Jobs, eine Filmbiografie über Steve Jobs. Von 2016 bis 2017 war er als Autor und Regisseur an der von ihm entwickelten Serie Graves beteiligt.

## Filmografie

### Als Regisseur
- 2005: Neverwas
- 2008: Swing Vote – Die beste Wahl (Swing Vote)
- 2013: Jobs
- 2016–2017: Graves (Fernsehserie, 5 Episoden)

### Als Drehbuchautor
- 1996: Amityville – Das Böse stirbt nie (Amityville Dollhouse)
- 1996: Die verborgene Gruft (Skeletons, Fernsehfilm)
- 1999: Survivor – Das Grauen aus dem ewigen Eis (Survivor, Fernsehfilm)
- 2005: Neverwas
- 2007: The Contractor – Doppeltes Spiel (The Contractor)
- 2008: Swing Vote – Die beste Wahl (Swing Vote)
- 2016–2017: Graves (Fernsehserie, Schöpfer, Drehbuch von 8 Episoden)
- 2021: Why Women Kill (Fernsehserie, Episode 2x03)